# FC Mertskhali Ozurgeti
El FC Mertskhali Ozurgeti (en georgiano: მერცხალი ოზურგეთი) es un equipo de fútbol de Georgia que juega en la Meore Liga, la tercera división de fútbol en el país.

## Historia
Fue fundado en el año 1936 en la ciudad de Ozurgeti con el nombre Mertskhali Makharadze y bajo la República Socialista Soviética de Georgia el club fue campeón de la Umaglesi Liga en 3 ocasiones y ganó la Copa de Georgia en 1 ocasión.
Tras la caída de la Unión Soviética y la independencia de Georgia, el equipo no ha sido el mismo, ya que ha pasado la mayor parte del tiempo entre la segunda y tercera categoría del fútbol en Georgia, con dos apariciones en la Umaglesi Liga, la última de ellas en la temporada 2003/04.

## Palmarés
- Georgian Soviet Championship: 3

1967, 1982, 1987
- Georgian Soviet Cup: 1

1982